# Frontera entre la República del Congo i Gabon
La frontera entre la República del Congo i Gabon és la línia fronterera que separa la República del Congo de Gabon a l'Àfrica Occidental. Té 1.903 km de longitud. És la més extensa de les fronteres terrestres de Gabon al sud i l'est del país. La frontera amb Camerun (398 km) i amb Guinea Equatorial (350 km) marquen el límit septentrional del país.
La frontera entre els dos països va canviar diverses vegades durant l'època colonial, ja que els dos països actuals durant un temps, van pertànyer a la mateixa colònia. L'últim canvi es va produir el 1947 amb la província d'Haut-Ogooué que es va unir al Gabon.
Una gran part d'aquesta frontera correspon a la divisòria d'aigües entre la conca de l'Ogooué i la del riu Congo. S'estén de forma contínua des del sud del golf de Guinea, a l'oceà Atlàntic, fins al trifini república del Congo-Gabon-Camerun.